# Скитам и причам
Скитам и причам је путописни дневник српског књижевника, сликара, новинара Моме Капора. Књига је објављена 1979. године, а писана десетак година на различитим подлогама као што су кутије цигарета, шибице, салвете итд.

## О писцу
Момо Капор  је рођен 8. априла 1937. године у Сарајеву, а умро је у Београду, 3. марта 2010. године. Био је књижевник, сликар и новинар, члан Сената Републике Српске и Академије наука и умјетности Републике Српске.

## О књизи
Књига је публикована 1979. године у издању Просвете из Београда. Књига је писана по новинама, часописима, кутијама цигарета, посетницама, салветама. Чак је писана и по манжетнама, трамвајским картама. Неки одломци су писани ружем за усне. Писац је често био хроничар догађаја, па је записивао на кутијама шибица по различитим ресторанима и хотелима да би после могао да се сети где је све био и како су се звала та места. 
Књига је писана на писаћој машини Адлер, на банкпосту. Писац је увек користио ту врсту папира.
Књига се састоји од цртица, бележака, разгледница, листића, причица, телеграма, цитата, записа, писама, одломака.
Интересантно је да се књига може читати од било које странице која се случајно отвори.